# Xã Ayr, Quận Cass, Bắc Dakota
Xã Ayr (tiếng Anh: Ayr Township) là một xã thuộc quận Cass, tiểu bang Bắc Dakota, Hoa Kỳ. Năm 2010, dân số của xã này là 72 người.